# Делікатеси (фільм)
«Делікатеси» (фр. Delicatessen) — французька кінокомедія 1991 року — дебютна повнометражна режисерська робота Жана-Пєра Жене та Марка Каро. Фільм отримав низку фестивальних та професійних кінематографічних нагород, зокрема 4 премії «Сезар» з 10-ти номінацій у 1992 році .
Дія фільму відбувається у багатоповерховому будинку. Його власник годує гостей м'ясом, яке отримує з убитих жителів. Таке становище всіх влаштовує у світі, де бракує їжі. Але одного разу дочка власника будинку закохується в чергову жертву, циркового артиста, призначеного стати «делікатесом».

## Синопсис
Дія відбувається в напівзруйнованому будинку в постапокаліптичній Франції. Там не вистачає їжі, а зерно використовується як валюта. На першому поверсі розташована м'ясна крамниця «Делікатеси», якою керує Клапе, що здає верхні поверхи в оренду. Він заманює до будинку жертв оголошеннями про роботу, а потім убиває людей і готує з них страви. Жертви винаймають квартири в тому ж будинку та знають, що на них чекає, проте вважають таке життя прийнятним.
Після вбивства останнього робітника на вакантну посаду слюсаря претендує безробітний цирковий клоун Луїзон. Оскільки Луїзон добре працює, м'ясник не бажає вбивати його одразу. Одного разу Луїзон отримує пакунок від листоноші, адресований дочці Клапе, Джулі. Вона каже, що в пакунку солодощі, і запрошує його повечеряти разом. Луїзон демонструє свою майстерність володіння ножем-бумерангом, діставши ним загублену білизну Джулі. Їхні стосунки переростають у кохання. В той же час кілька орендарів хвилюються, що Клапе їх заріже.
Клапе вимагає від орендаря Марселя Тапіоки його тещу як оплату за квартиру. Того вечора Джулі благає батька відпустити Луїзона, знаючи, що Клапе вбиває орендарів заради м'яса. Вона йде до своєї квартири, де читає в газеті про «троглодитів», групу повстанців-вегетаріанців, які живуть під землею. Джулі спускається в каналізацію, щоб налагодити контакт із «троглодитами», та переконує їх допомогти врятувати Луїзона.
Після очевидного вбивства тещі Тапіоки, «троглодити» проходять через каналізаційні труби та намагаються захопити Луїзона, але натомість помилково захоплюють орендарку мадемуазель Плюсс. Тим часом, коли Джулі та Луїзон дивляться телевізор, Клапе піднімається на дах, трясучи телевізійну антену. Луїзон піднімається, щоб полагодити її. Клапе нападає на Луїзона з тесаком, але йому перешкоджає вибух у одній із квартир.
Потім Клапе разом з кількома орендарями вривається до кімнати Луїзона в черговій спробі вбити його. Луїзон і Джулі переховуються у ванній кімнаті та затоплюють її. Коли Клапе відчиняє двері, вода виливається, змивши нападників. Мадемуазель Плюсс тікає з каналізації, знаходить ніж-бумеранг Луїзона та віддає його Клапе. Клапе кидає ніж у Луїзона, але зброя повертається і вбиває самого Клапе.
За якийсь час Луїзон і Джулі разом музикують на даху будинку.

## В ролях
| Домінік Пінон      | ···· | Луїзон            |
| Марі-Лор Дуньяк    | ···· | Жюлі Клапе        |
| Жан-Клод Дрейфус   | ···· | Клапе             |
| Карін Віар         | ···· | мадемуазель Плюсс |
| Тіккі Ольгадо      | ···· | Марсель Тапіока   |
| Анн-Марі Пізані    | ···· | Мадам Тапіока     |
| Бобан Яневський    | ···· | Ремі Тапіока      |
| Мікаель Тодде      | ···· | Люсьєн Тапіока    |
| Едіт Кер           | ···· | бабуся            |
| Руфус              | ···· | Роберт Кубе       |
| Жак Мату           | ···· | Роже              |
| Говард Вернон      | ···· | мосьє Потін       |
| Сільвія Лагуна     | ···· | Орор              |
| Жан-Франсуа Перр'є | ···· | Жорж              |
| Чік Ортега         | ···· | листоноша         |
| Марк Каро          | ···· | Фокс              |
| Домінік Зарді      | ···· | таксист           |

## Визнання
| Нагороди та номінації фільму «Делікатеси» | Нагороди та номінації фільму «Делікатеси»         | Нагороди та номінації фільму «Делікатеси»               | Нагороди та номінації фільму «Делікатеси»    | Нагороди та номінації фільму «Делікатеси» | Нагороди та номінації фільму «Делікатеси» |
| Рік                                       | Нагорода                                          | Категорія                                               | Номінант                                     | Результат                                 |                                           |
| ----------------------------------------- | ------------------------------------------------- | ------------------------------------------------------- | -------------------------------------------- | ----------------------------------------- | ----------------------------------------- |
| 1991                                      | Міжнародний кінофестиваль у Чикаго                | Ґран-прі Золотий Г'юго за найкращий ігровий фільм       | Делікатеси                                   | Перемога                                  |                                           |
| 1991                                      | Каталонський міжнародний кінофестиваль у Сітджесі | Найкращий фільм                                         | Делікатеси                                   | Номінація                                 |                                           |
| 1991                                      | Каталонський міжнародний кінофестиваль у Сітджесі | Найкращий режисер                                       | Жан-П'єр Жене, Марк Каро                     | Перемога                                  |                                           |
| 1991                                      | Каталонський міжнародний кінофестиваль у Сітджесі | Найкращий актор                                         | Домінік Пінон                                | Перемога                                  |                                           |
| 1991                                      | Каталонський міжнародний кінофестиваль у Сітджесі | Найкращий оригінальний саундтрек                        | Карлос Д'Алессіо                             | Перемога                                  |                                           |
| 1991                                      | Каталонський міжнародний кінофестиваль у Сітджесі | Приз Каталонської Асоціації кінокритиків та сценаристів | Жан-П'єр Жене, Марк Каро                     | Перемога                                  |                                           |
| 1991                                      | Стокгольмський міжнародний кінофестиваль          | Бронзовий кінь                                          | Жан-П'єр Жене, Марк Каро                     | Номінація                                 |                                           |
| 1991                                      | Міжнародний кінофестиваль у Токіо                 | Золотий приз                                            | Жан-П'єр Жене, Марк Каро                     | Перемога                                  |                                           |
| 1991                                      | Приз Європейської кіноакадемії                    | Найкращий дебютний фільм                                | Делікатеси                                   | Номінація                                 |                                           |
| 1991                                      | Приз Європейської кіноакадемії                    | Найкращий робота худжожника                             | Мільєн Крека Кляковік, Валері Поццо ді Боржо | Номінація                                 |                                           |
| 1992                                      | Премія «Сезар» (17-та церемонія)                  | Найкращий дебютний фільм                                | Делікатеси                                   | Перемога                                  |                                           |
| 1992                                      | Премія «Сезар» (17-та церемонія)                  | Найкращий актор другого плану                           | Жан-Клод Дрейфус                             | Номінація                                 |                                           |
| 1992                                      | Премія «Сезар» (17-та церемонія)                  | Найперспективніша акторка                               | Марі-Лор Дуньяк                              | Номінація                                 |                                           |
| 1992                                      | Премія «Сезар» (17-та церемонія)                  | Найкращий сценарій                                      | Жиль Адрієн, Марк Каро, Жан-П'єр Жене        | Перемога                                  |                                           |
| 1992                                      | Премія «Сезар» (17-та церемонія)                  | Найкраща операторська робота                            | Даріус Ходжі                                 | Номінація                                 |                                           |
| 1992                                      | Премія «Сезар» (17-та церемонія)                  | Найкращі декорації                                      | Жан-Філіп Карп, Мільєн Крека Кляковік        | Перемога                                  |                                           |
| 1992                                      | Премія «Сезар» (17-та церемонія)                  | Найкращий дизайн костюмів                               | Валері Поццо ді Боржо                        | Номінація                                 |                                           |
| 1992                                      | Премія «Сезар» (17-та церемонія)                  | Найкращий монтаж                                        | Ерве Шнайд                                   | Перемога                                  |                                           |
| 1992                                      | Премія «Сезар» (17-та церемонія)                  | Найкращий звук                                          | Венсан Арнарді, Жером Тіо                    | Номінація                                 |                                           |
| 1992                                      | Премія «Сезар» (17-та церемонія)                  | Найкраща музика до фільму                               | Карлос Д'Алессіо                             | Номінація                                 |                                           |
| 1992                                      | Кінофестиваль Фанташпорту                         | Міжнародний приз за найкращий фантастичний фільм        | Жан-П'єр Жене, Марк Каро                     | Номінація                                 |                                           |
| 1992                                      | Кінофестиваль Фанташпорту                         | Приз глядацького журі                                   | Жан-П'єр Жене, Марк Каро                     | Перемога                                  |                                           |
| 1993                                      | Премія BAFTA                                      | Найкращий неангломовний фільм                           | Делікатеси                                   | Номінація                                 |                                           |
| 1993                                      | Приз Гільдії німецького артхаузного кіно          | Срібний приз за найкращий іноземний фільм               | Делікатеси                                   | Перемога                                  |                                           |

## Критика
Фільм отримав переважно позитивні критичні відгуки. На вебсайті Rotten Tomatoes фільм має 88 % рейтинг, заснований на 52-х рецензіях критиків, а його середній бал становить 7,7/10. На Metacritic фільм отримав 66 балів зі 100, які засновані на 17 рецензіях. Variety назвав його «трохи смішним фільмом, що є вражаючим і розумним дебютом», в той час як Empire вважає, що стрічку «просто необхідно переглянути вегетаріанцям».